# Указ принців
Указ принців (нім. Prinzenerlass) — таємний Указ Адольфа Гітлера, виданий весною 1940 року, який забороняв службу у Вермахті всім принцам з правлячих домів Німецької імперії.

## Історія
23 травня 1940 року під час Французької кампанії був важко поранений принц Вільгельм Прусський. Через три дні він — помер. Поховання принца зібрало близько 50 000 осіб, що дуже схвилювало Адольфа Гітлера, оскільки продемонструвало, що в Німеччині ще багато людей ставляться прихильно до династії Гогенцоллернів. Побоюючись, що можлива загибель інших принців викличе нову хвилю співчуття і прихильності до монархії, Гітлер видав Указ принців, згідно якого навесні 1940 року всі принци були відправлені у резерв, а 19 травня 1943 року — у відставку.
Після війни Указ використовувався як доказ критичного ставлення Гогенцоллернів до нацизму.

## Винятки
Указ не поширювався на синів герцога Карла Едуарда Саксен-Кобург-Готського, оскільки той був відданий Гітлеру.